# Matta angelomachadoi
Matta angelomachadoi là một loài nhện trong họ Tetrablemmidae.
Loài này thuộc chi Matta. Matta angelomachadoi được Brescovit miêu tả năm 2005.